# Zuzana Růžičková
Zuzana Růžičková, född 14 januari 1927 i Plzeň, död 27 september 2017 i Prag, var en tjeckisk cembalist.
Růžičková studerade musik som ung, men åren 1941–1945 satt hon i nazistiska koncentrationsläger. Därefter fortsatte hon att studera vid musikskolor i Plzeň och Prag. Från 1951 undervisade hon vid Musikaliska Akademien i Prag, från 1990 som professor. Bland hennes elever kan nämnas Christopher Hogwood, Ketil Haugsand, Giedre Luksaite-Mrazkova, Jaroslav Tůma och Mahan Esfahani. Åren 1978–1982 undervisade hon vid Musikaliska Akademien i Bratislava. Hon har spelat in 65 album, bland dem samtliga verk för cembalo av Johann Sebastian Bach.
Hon var gift med tonsättaren Viktor Kalabis (1923–2006).